# Włośniak skórkowatopierścieniowy
Włośniak skórkowatopierścieniowy, strzępiak skórkowatopierścieniowy (Mallocybe terrigena (Fr.) Matheny, Vizzini & Esteve-Rav.) – gatunek grzybów należący do rodziny strzępiakowatych (Inocybaceae).

## Systematyka i nazewnictwo
Pozycja w klasyfikacji według Index Fungorum: Mallocybe, Inocybaceae, Agaricales, Agaricomycetidae, Agaricomycetes, Agaricomycotina, Basidiomycota, Fungi.
Po raz pierwszy opisał go w 1851 r. Elias Fries nadając mu nazwę Agaricus terrigenus. Potem zaliczany był do różnych innych rodzajów. W 2019 r. P.D. Matheny, Alfredo Vizzini i F. Esteve-Rav. przenieśli go do rodzaju Mallocybe.
Ma 11 synonimów. Niektóre z nich:
- Inocybe terrigena (Fr.) Kuyper 1985
- Inocybe terrigena (Fr.) Kühner, in Kükner & Romagnesi 1953
- Mallocybe terrigena (Fr.) Vizzini, Maggiora, Tolaini & Ercole 2012[2].

Andrzej Nespiak w 1990 r. nadał mu polską nazwę strzępiak ziemny, Władysław Wojewoda w 2003 r. zmienił ją na strzępiak skórkowatopierścieniowy. Po przeniesieniu do rodzaju Mallocybe obydwie te nazwy stały się niespójne z nową nazwą naukową. W 2021 r. Komisja ds. Polskiego Nazewnictwa Grzybów w 2021 r. zarekomendowała nazwę włośniak skórkowatopierścieniowy

## Morfologia
Owocnik podobny do owocnika łuskwiaków (Pholiota), ale z zasnówką.
Kapelusz
O średnicy 2,5–6 cm, początkowo wypukły, potem prawie płaski, z niewyraźnym garbkiem lub bez garbka, niehigrofaniczny. Powierzchnia jasnobrązowa z wyraźnymi łuskami.
Blaszki
Zbiegające ząbkiem, o barwie podobnej do powierzchni kapelusza.
Trzon
Równy, o długości 3–6,5 cm i grubości 0,4–1 cm. Powierzchnia zółtobrązowa, z żółtawą grzybnia u podstawy. Czasami występuje kruchy, złożony z łusek pierścień.

## Występowanie i siedlisko
Znane jest występowanie włośniaka skórkowatopierścieniowego w wielu krajach Europy i na nielicznych stanowiskach w Ameryce Północnej i Rosji. W. Wojewoda w 2003 r. przytoczył 3 jego stanowiska w Polsce.
Naziemny grzyb mykoryzowy. Występuje w liściastych i iglastych lasach.